# Lygropia flavinotalis
Lygropia flavinotalis là một loài bướm đêm trong họ Crambidae.